# Avant-poste du Planet
 (février 2015).
Si vous disposez d'ouvrages ou d'articles de référence ou si vous connaissez des sites web de qualité traitant du thème abordé ici, merci de compléter l'article en donnant les références utiles à sa vérifiabilité et en les liant à la section « Notes et références ».
L'avant-poste du Planet est une fortification faisant partie de la ligne Maginot, située sur la commune de Belvédère, dans le département des Alpes-Maritimes.
Il s'agit d'un avant-poste du secteur fortifié des Alpes-Maritimes (SFAM) construit au lieu-dit « Le Planet », au-dessus du village de Belvédère, à 980 mètres d'altitude.

## But de l'ouvrage
Sa mission d'avant-poste était la surveillance du vallon de la Gordolasque qui était alors en territoire italien. Toute intrusion ennemie était rapportée aux gros ouvrages de Flaut et de Gordolon afin de repousser les attaques par des tirs d'artillerie.

## Construction
L'ouvrage est de construction MOM (main-d'œuvre militaire). La construction des blocs de combat et des galeries s'étale entre 1931 et 1934.
Par la suite un réseau de tranchées bétonnées amenant à des casemates et des encuvements de tir (pour mitrailleuse lourde ou mortier) est construit en extérieur afin de protéger les blocs de combat.

## Description
L'ouvrage est composé de six blocs reliés entre eux par galeries souterraines :
- bloc 1 : Entrée ouest (une porte blindée + un créneau pour arme légère) ;
- bloc 2 : Entrée Est (une porte blindée + deux créneaux pour armes légères) ;
- bloc 3 : poste optique (deux créneaux pour envoi de signaux lumineux) ;
- bloc 4 : Observatoire (une cloche d'observation de type « Saint-Jacques ») ;
- bloc 5 : mitrailleuse (un créneau pour mitrailleuse Hotchkiss Mle 1914) ;
- bloc 6 : mitrailleuse (un créneau pour mitrailleuse Hotchkiss mle 1914).

En extérieur des tranchées bétonnées amenant à des casemates et des encuvements de tir pour mitrailleuse ou mortier.
Insolite, un abri en tôle métro (servant de cantonnement en temps de paix) a été construit dans les ruines de l'ancienne chapelle Saint-Jean sur les dessus de l'ouvrage.
À noter que les casemates et les blocs sont peints en rose pour se fondre avec la couleur du terrain.

## Équipage de l'ouvrage
L'équipage de l'ouvrage est d'un officier (sous-lieutenant Targe), 4 sous-officiers et 33 hommes de troupes, issus du 74e bataillon alpin de forteresse (avant 1939) puis du 94e BAF.

## Équipements de l'ouvrage
Comme tous les avant-postes du SFAM, l'ouvrage est dépourvu d'installation électrique. Les galeries sont éclairées à la lampe à pétrole.
La ventilation est effectuée par un ventilateur manuel à bras.

## Combats
Aucun écrit ne stipule que l'ouvrage ait participé aux combats de juin 1940. Néanmoins il est fort possible qu'il y ait participé du fait que plusieurs centaines d'Italiens des bataillons "Val Arroscia"et "Val Venosta" étaient à quelques pas de l'ouvrage le 24 juin 1940 lorsque ces derniers ont donné l'assaut sur le point d'appui des Adrets occupé par la SES du quatre-vingt-neuvième BCA. L'assaut italien fut un échec du fait de la vive résistance des éclaireurs et du soutien d'artillerie des gros ouvrages de Flaut et de Gordolon. L'avant-poste du Planet a également dû riposter à cette attaque sachant que ce point d'appui des Adrets est situé juste en face à un peu plus d'un kilomètre.
À la suite de l'armistice du 24 juin 1940, quelques jours plus tard l'ouvrage est évacué sur ordre et laissé aux Italiens.
À partir de septembre 1944, les Américains occupent l'ouvrage afin de défendre l'accès de la Vésubie par la Gordolasque aux troupes allemandes positionnées sur les cols frontaliers.
De nos jours l'ouvrage est à l'abandon.